# Dedicado (canción)
«Dedicado» es una canción del grupo de hip hop chileno Tiro de Gracia. Fue lanzada como sencillo promocional debido a que estaba planeada para el futuro álbum del grupo que jamás dio a la luz Música de Vida. Es cantada por Juan Pincel, sin el acompañamiento de Lenwa Dura.
El tema muestra la clara evolución del estilo del grupo con el paso del tiempo, incorporando varios estilos por Juan, como el R&B y dancehall.
Este sencillo sería el último que interpretaría el dueto (en las presentaciones, ambos la cantaban), ya que en el año 2007, tras problemas internos en la banda, Lenwa decide desvincularse de esta.
En los últimos versos de la canción, Juan nombra la frase "esclavos del miedo", que en el 2009 se transformaría en la canción "Esclavo del Miedo", tiraera dirigida a Sativo, interpretada por 3 Mijos, el nuevo grupo de Lenwa Dura.